# Oskar Hoddø
Kristian Oskar Hoddø, född 4 september 1916 i Namsos, avrättad 17 november 1943 i Trondheim, var en norsk sångare, kompositör och motståndsman.
Hoddø är, i Sverige, mest känd för valsen "Nidelven stille og vakker du er" som han skrev texten till, enligt sägen på Gamle Bybro i Trondheim en natt i slutet av april 1940. Efter andra världskriget blev sången en schlager över hela världen, och den gavs ut i USA och flera europeiska länder, bland annat Sverige.
Hoddø hade ingen formell musikutbildning och arbetade som rörmokare i Trondheim vid krigsutbrottet. Tillsammans med sin bror Harald engagerade han sig i motståndsrörelsen och deltog i illegalt arbete både i Trondheim och Leksvik.
Hösten 1943 angavs Oskar Hoddø av en norsk infiltratör och han arresterades den 2 november 1943 och ställdes inför tysk domstol. Anklagelsen var illegal verksamhet, bland annat distribution av illegala tidskrifter och lejd av flyktingar. Dagen efter arresteringen dömdes han till döden genom arkebusering.
Domen verkställdes på Kristianstens fästning den 17 november 1943 då Hoddø tillsammans med 34 andra motståndsmän avrättades för att därefter begravas i en massgrav. Efter kriget flyttades graven till Nidarosdomen.
I dag är ett minnesmärke rest över Oskar Hoddø i Vikaparken i Namsos.